# آشتی‌نامه محمد

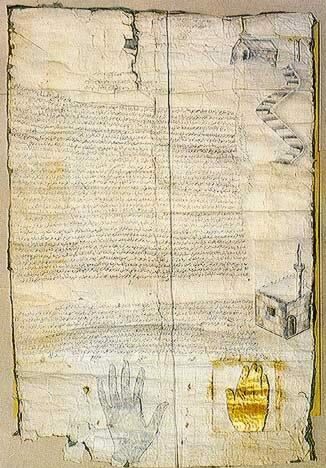
آشتی‌نامه محمد.

آشتی‌نامه محمّد عهدنامه‌ای است به‌صورت ورقی از سند که گفته می‌شود محمّد، پیامبر اسلام، آن را با دِیرِ کاترینِ مقدس در صحرای سینا منعقد کرده‌است. در این سند امنیت و امتیازات دیگر به راهبان این صومعه اعطا شده و اثر دستی به‌عنوان امضا بر پای آن دیده می‌شود که گفته شده دست محمّد، پیامبر اسلام، است.
گفته شده‌است که این سند به‌دست علی بن ابی طالب نگاشته شده‌است. یک نسخه از این سند در دِیر کاترین مقدس در مصر و نسخه‌ای دیگر در صومعهٔ سیمونوپترا (دیر صخرهٔ شمعون) در یونان نگاهداری می‌شود.
این سند را در زبان‌های غربی Achtiname محمد می‌نامند که شکل فرانسوی‌شدهٔ واژهٔ فارسی آشتی‌نامه است.